# Billal Bennama
Billal Bennama, född 14 juni 1998, är en fransk boxare.

## Karriär
I september 2019 tog Bennama brons i flugvikt vid VM i Jekaterinburg. Vid OS i Tokyo 2021 blev han utslagen i åttondelsfinalen i flugvikt av kazakiska Saken Bibossinov. I november 2021 tog Bennama brons i bantamvikt vid VM i Belgrad.
I maj 2022 tog Bennama guld i bantamvikt vid EM i Jerevan. I maj 2023 tog han silver i flugvikt vid VM i Tasjkent. I juli 2023 tog Bennama guld i flugvikt vid europeiska spelen i Kraków-Małopolska. I april 2024 tog han silver i bantamvikt vid EM i Belgrad.